# 迪基爾地區
迪基爾地区（法語：Région de Dikhil）是非洲東部國家吉布提的一個地区，首府迪基爾，北接塔朱拉地区，東毗阿爾塔地區和阿里萨比地区，南面和西面是埃塞俄比亞，2009人口88,948，其中41,552名居民是遊牧民族。